# Valencia (Córdoba)
Valencia é um município da Colômbia, localizado no departamento de Córdoba.